# Матвейчев, Олег Анатольевич
Оле́г Анато́льевич Матве́йчев (род. 1 февраля 1970 или 1970, Новокузнецк, Кемеровская область) — российский политик, философ, политолог и политический консультант. Депутат Государственной думы Федерального собрания Российской Федерации VIII созыва от Единой России. Профессор Финансового университета при Правительстве РФ.
Автор более 210 научных публикаций и 24 монографий. Имеет высокий индекс цитирования (16) по базе данных РИНЦ. На начало 2022 года входил в 40 самых популярных блогеров Живого Журнала по рейтингу самого «ЖЖ», занимая в рейтинге 33 место следом за Аркадием Бабченко (21 место), Иреком Муртазиным (24 место) и Алексеем Кунгуровым (32 место). Был вице-губернатором Вологодской (2010—2011) и Волгоградской областей (2011—2012).
Государственный советник РФ 3-го класса. Один из победителей Всероссийского конкурса «Лидеры России. Политика» (2020).
Из-за вторжения России на Украину находится под международными санкциями Евросоюза, стран.

## Биография
Родился 1 февраля 1970 года в Новокузнецке Кемеровской области. В 1986 году после окончания школы работал в производственном объединении «Органика». Параллельно работал диджеем в ночном молодёжном клубе «Спектр». Увлекался молодёжной субкультурной жизнью.

#### Образование
В 1993 году с отличием окончил факультет философии Уральского государственного университета имени А. М. Горького и поступил в аспирантуру Института философии и права УрО РАН. Одновременно преподавал в школах и вузах Екатеринбурга.
В 1995 году под руководством В. Б. Куликова защитил диссертацию на тему «Философия политики Гегеля и современность» (специальность 09.00.11 — социальная философия).
В 2021 году окончил Владимирский филиал РАНХиГС при Президенте Российской Федерации.

#### Профессиональная деятельность
С 1996 по 1999 год работал научным сотрудником в Институте философии и права УрО РАН, в это же время участвовал в предвыборных кампаниях в качестве политического консультанта.
В 1999 году переехал в Москву и стал учредителем ряда информационных агентств. Занимался исследованиями и разработками в области инноваций, прогнозов, долгосрочных трендов, футурологией, пропагандой и поиском гуманитарных и технических инноваций. Одновременно читал спецкурсы в МГУ и Высшей школе экономики. Являлся постоянным преподавателем молодёжного лагеря «Селигер».
В 2006 году работал консультантом, советником в управлении по внутренней политике в Администрации Президента Российской Федерации.
С 2007 по 2020 год работал профессором НИУ ВШЭ, профессор Финансового университета при Правительстве Российской Федерации. Признан лучшим преподавателем философского факультета 2012 года, согласно опросу студентов.

#### Политическая деятельность
В 2005 году был одним из авторов проекта Медиаактивист.ру, который занимал некоторое время третье место по количеству посетителей в Рунете (раздел «Политика»). Лозунг сайта — «Протестуй, не вставая с дивана». Акции протеста включали выступление против президента Латвии Вайры Вике-Фрайберга, оскорбившей ветеранов Великой Отечественной войны, кампанию «Чубайс, удавись сам», и призыв убрать Евгения Петросяна с ТВ. Являлся инициатором идеи смены имени на Гарри Поттера одного из кандидатов в Екатеринбурге.
В 2008 году работал в предвыборном штабе Дмитрия Медведева. В 2010 году занимал должность заместителя губернатора Вологодской области по связям с федеральными органами власти. В 2011—2012 годах — заместитель губернатора Волгоградской области по информационной политике.
В 2013—2015 годах был членом экспертного совета ИСЭПИ по распределению грантов Общественной палаты РФ. В 2016 году Матвейчев принимал участие в проводимых чиновниками закрытых заседаниях политологов по вопросу организации президентских выборов 2018 года.
В 2018 году был членом предвыборного президентского штаба Владимира Путина.
В 2020 году наряду с Натальей Ротенберг участвовал во Всероссийском конкурсе «Лидеры России. Политика». Как финалист конкурса был включён в списки кандидатов от партии «Единая Россия», и в сентябре 2021 года был избран депутатом Государственной думы VIII созыва. В Госдуме VIII созыва является заместителем председателя комитета Государственной Думы по информационной политике, информационным технологиям и связи.
В апреле 2022 года в составе группы депутатов внёс проект закона, наделяющий генерального прокурора России и его заместителей правом признавать регистрацию СМИ недействительной и прекращать действие лицензии на теле- и радиовещание в случае распространения ими «фейков» о российских военных и их «дискредитации», призывов к санкциям, а также информации, в которой содержится «явное неуважение к обществу, государству и Конституции Российской Федерации». Участник ток-шоу Владимира Соловьёва, Петра Толстого, Романа Бабаяна и др. Ведущий общественно-политической программы «В теме» на ТВ-канале «Москва-24». Ведущий ютуб-канала «Уши машут ослом». Постоянный лектор мероприятий ОНФ, партии «Единая Россия», Росмолодёжи. Председатель Экспертного совета ЦИК «Рейтинг».

#### Политические взгляды
В ноябре 2010 года под собственной публикацией в Живом журнале в споре со своими читателями из-за рейтинга коррупции Transparency International изъявил желание «ещё раз намотать на гусеницы танков» противников действующей власти. Впоследствии Матвейчев был вынужден оправдываться за «сетевую провокацию», которую осудил председатель высшего совета ЕР Борис Грызлов.
Является противником авторского права: по его мнению, за каждой новой мыслью, изобретением или художественным произведением стоит всё предыдущее человечество, и он не собирается предпринимать никаких действий по поводу плагиата: незаконные заимствования из работ Матвейчева были обнаружены в работе Анны Чапман и в книге «Мифы о России» министра культуры РФ Владимира Мединского.
Свои взгляды на коррупцию в России Матвейчев изложил в книге «Мифы о коррупции», написанной в соавторстве с Артёмом Акопяном. Как отмечал журналист издательского дома «Коммерсант» Андрей Перцев, в книге обосновывается польза от коррупции: утверждается, что полезна как мелкая бытовая коррупция, так и, например, признаётся полезной взятка банка сотруднику правоохранительных органов. Ошибочными называются публичное осуждение, аресты и казни коррупционеров, как в Китае, а борьба со взяточничеством называется неверным путём.
В апреле 2020 года участник конкурса «Лидеры России» Матвейчев заявлял о необходимости отправить на урановые рудники «либеральную сволоту», а в начале мая заявил, что даже на пенсии будет «душить блядей оппозиционных». Ранее Комиссия ВШЭ по этике уже рассматривала высказывания Матвейчева и пришла к выводу, что они наносят ущерб репутации вуза. Матвейчеву рекомендовали принести публичные извинения. В 2020 году администрация ВШЭ объявила профессору политологии Матвейчеву выговор за то, что он неоднократно публиковал в Фейсбуке посты с оскорблениями и призывами к ненависти.
В январе 2022 года, будучи депутатом Госдумы от партии «Единая Россия», во время протестов в Казахстане призвал к разграблению тех салонов сотовой связи в Казахстане, чьи владельцы поддерживали протестовавших. Также Матвейчев призвал к сжиганию машин и изнасилованиям жён владельцев этих салонов, а также к засовыванию палок от селфи им в задницу. Позднее он принёс извинение за это высказывание.
Вскоре после вторжения России на Украину, 27 февраля 2022 года, заявил, что Украина может продержаться не более 10 дней, а «до взятия Киева, Одессы, Запорожья, Николаева и других ключевых городов осталось три дня».
В марте 2022 года он потребовал от США возврата всего российского имущества — от времен Российской империи и СССР до современной России, — конфискованного на территории Штатов. В их число вошли Аляска и даже калифорнийский Форт-Росс — самый южный форпост Российской империи в Северной Америке.

## Резонансные события
В 2009 году в московском метро появилась реклама книги Матвейчева «Американское сало», на баннерах которой были изображены звёздно-полосатые консервы с салом, включая вариант «Сало в шоколаде».
В 2022 году, по собственным словам, написал письмо Жозепу Боррелю о том, что просит официально наложить на него санкции в связи с тем, что он по болезни отсутствовал в Государственной Думе и не смог проголосовать за признание ДНР и ЛНР. Также в этом письме он пригласил Жозепа Борреля посетить Россию.
В феврале 2023 года вышло опубликованное соратниками Алексея Навального расследование, согласно которому Матвейчев в 2014 году отмечал свадьбу дочери в Барселоне и регулярно путешествует по Европе. Его дочь по имени Лидия Слуцковски живёт в Женеве и работает в организации, которая занимается вопросами этики в вузах, зарплату сотрудникам организации платит фонд «Время» Матвейчева, руководителем которого является его 74-летняя мама. Фонд занимается предвыборными проектами «Единой России», на которые в 2020 и 2021 годах получил из бюджета 285 миллионов рублей.

## Санкции
25 февраля 2022 года, на фоне вторжения России на Украину, включён в санкционный список стран Евросоюза в ответ на решение России признать территории Донецкой и Луганской областей Украины и на решение об отправке туда российских войск.
11 марта 2022 года внесён в санкционный список Великобритании «за признание независимости двух сепаратистских регионов в Украине».
30 сентября 2022 года был внесён в санкционный список США в ответ на «фиктивные референдумы» и «аннексию территорий Украины российскими оккупационными силами». Государственный департамент отмечает что депутаты единогласно приняли закон о фейках, а некоторые депутаты сыграли ключевую роль в распространении российской дезинформации о войне.
23 февраля 2023 года включён в санкционный список Канады «соратников режима», так как он «голосовал за законодательство связанное с вторжением и попыткой аннексии четырёх регионов Украины».
По аналогичным основаниям находится в санкционных списках Швейцарии, Австралии, Украины и Новой Зеландии.

## Награды и поощрения
- Медаль ордена «За заслуги перед Отечеством» 2-й степени[60]
- Орден Дружбы Приднестровской Молдавской Республики[9]
- Медаль «За укрепление боевого содружества» (Минобороны России)[26]
- Медаль Федеральной службы по военно-техническому сотрудничеству «За отличие»
- Медаль Министерства обороны РФ «За достижения в военно-патриотической работе»[61]
- Медаль Министерства обороны «Константин Симонов»[62]
- Медаль республики Крым «За защиту республики Крым»[63]
- Медаль Вологодской области «За заслуги перед Вологодской областью»[26]
- Знак отличия «За заслуги перед Свердловской областью» 3-й степени[26]
- Медаль Кемеровской области (Кузбасса) «За служение Кузбассу»[62]
- Медаль «В ознаменование 10-летия возвращения Севастополя в Россию»[8].
- Юбилейная медаль «К 400-летию города Новокузнецка»[26]
- Почётный знак «Золотой знак „Новокузнецк“»[26]
- Благодарственное письмо Президента Путина (2014, 2018)[26]
- Благодарность от Сергея Собянина

## Семья
Отец — Анатолий Константинович Матвейчев — работал в милиции экспертом-криминалистом. Мать — Светлана Николаевна Матвейчева — фармацевт. Дочь проживает в Швейцарии. 